# Meer en Vaart

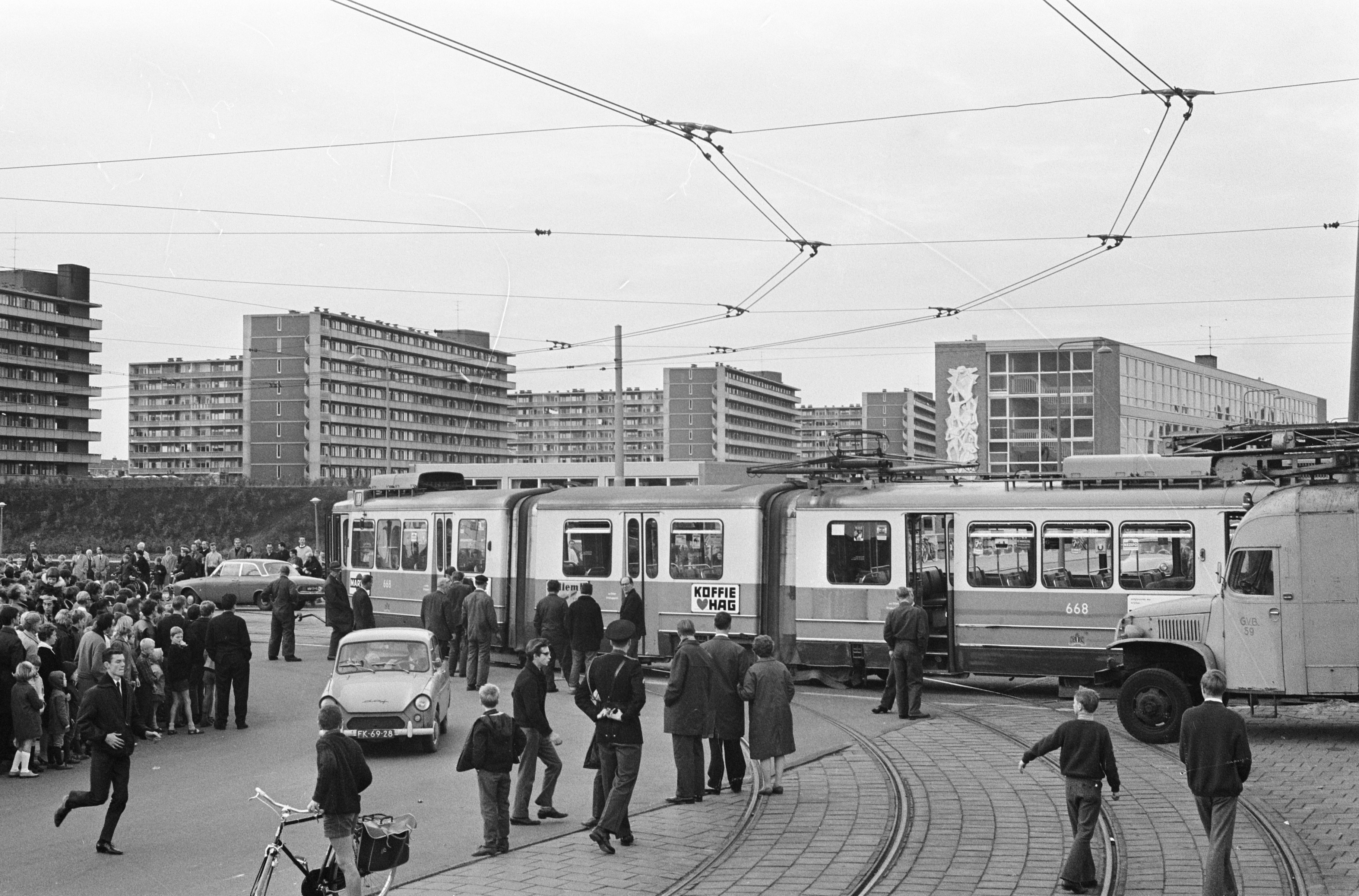
Tram 17 uit de rails in 1966, op de achtergrond de Talentenschool met het gevelrelïef

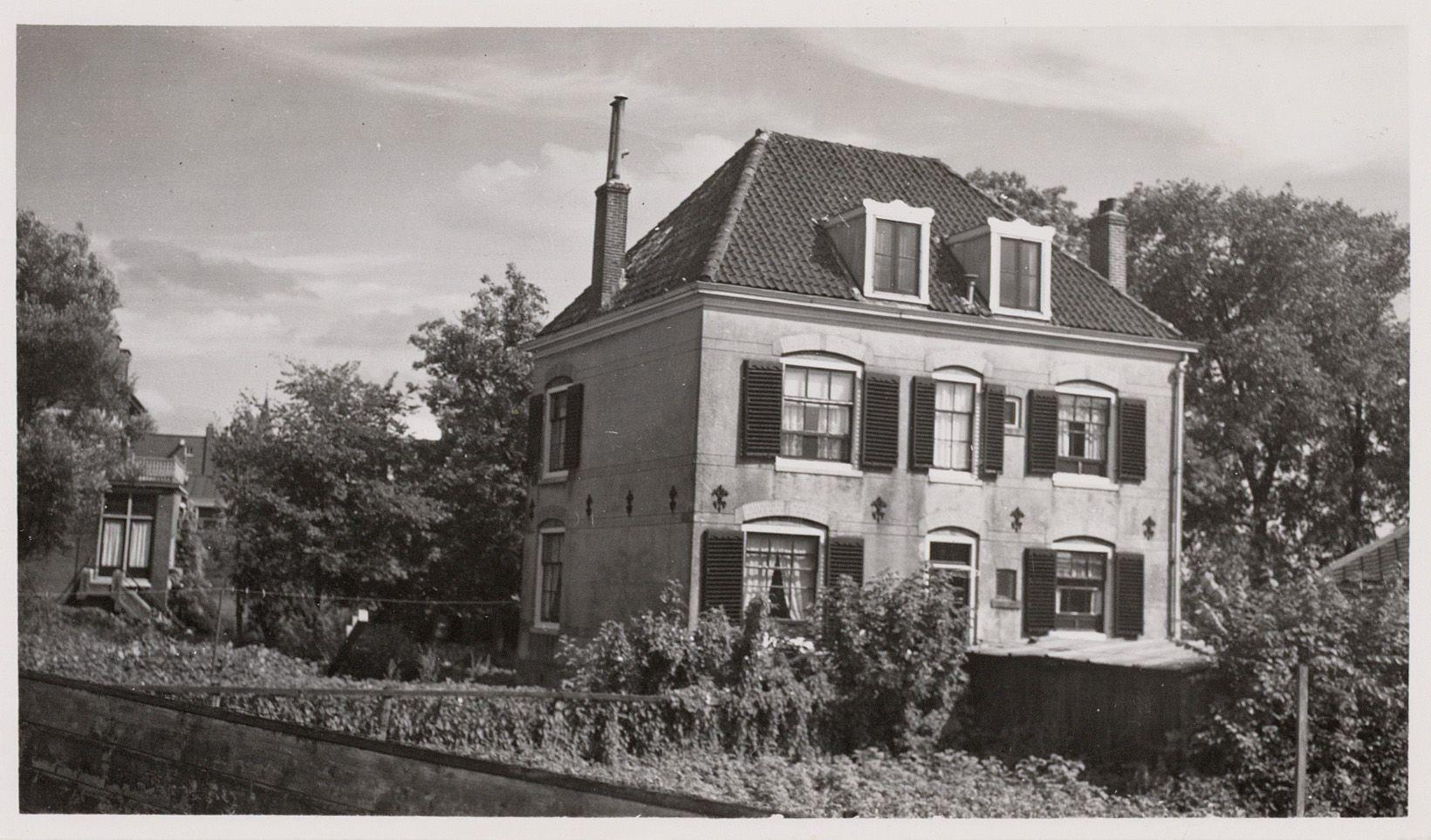
Hofstede Meer en Vaart, naamgever (1939)

Meer en Vaart is een straat in Amsterdam Nieuw-West. De straat is op 15 januari 1958 vernoemd naar de voormalige boerenhofstede aan de Sloterdijkermeerweg nabij de Haarlemmerweg bij Sloterdijk. Dit was tot 1921 de ambtswoning van de burgemeester van de gemeente Sloten. Het gebouw is afgebroken in de jaren veertig voor de bouw van de wijk Bos en Lommer.

## Ligging en geschiedenis
De straat loopt voor wat betreft nummering van de noordelijke Ookmeerweg naar de zuidelijke Pieter Calandlaan, hetgeen afwijkt van de gangbare nummering in de stad. Tot 2006 begon Meer en Vaart als doorgaande straat bij de Osdorper Ban die met een bocht naar rechts over ging in Meer en Vaart. Tussen de Ookmeerweg en dit punt was Meer en Vaart een woonstraat waarbij ook een drietal woonstraten haaks op Meer en Vaart en Geer Ban die naam droegen. Tussen de Ookmeerweg en die Osdorper Ban lag toen enigszins westwaarts de Geer Ban, die ooit bedoeld was als dé brede weg hier. Woningen in de vorm van laagbouwflats stonden jarenlang een rechtstreekse verbinding in de weg, maar in 2006 werden die woningen gesloopt en kreeg Meer en Vaart in het kader van het nieuwbouwproject Meer en Oever een nieuw doorgaand beginstuk, nu in het verlengde van het overige deel. De tot dan toe breedste verbinding Geer Ban boette aan importantie in ten faveure van Meer en Vaart.
De straat ligt schuin tegenover de zuidoever van de Sloterplas maar kreeg in tegenstelling tot de andere oevers Noordzijde, Oostoever en Westoever geen naam met een windstreek. Verkeerstechnisch is nog van belang de drukke verkeerskruising met de Cornelis Lelylaan, ooit bedoeld als ongelijkvloers, maar doordat de Cornelis Lelylaan nooit verder westwaarts werd afgebouwd bleef ze gelijkvloers.
Een botsing op Meer en Vaart in 1970 leidde tot de rechtskundige term Meer en Vaart-arrest.
Van 2018-2020 was de straat onderhevig aan vele openbrekingen. De middenberm werd klaargemaakt voor de Westtangent, een gecombineerde tram en busbaan waarbij tevens de kruising van de Cornelis Lelylaan is vernieuwd.

## Gebouwen
De nummering aan Meer en Vaart kent veel leemtes en een veelvoud aan gebouwen die aan die straat staan hebben een adressering van aangrenzende straten, waar zich de ingangen bevinden. Aan het eerste gedeelte van Meer en Vaart werden in 1958 de eerste flats van Osdorp gebouwd. Dit waren woningen van de woningcorporatie Algemene Woningbouw Vereniging. Deze werden rond 2006 gesloopt om plaats te maken voor de rijweg, waarlangs nieuwbouw verrees.
Tussen de Osdorper Ban en Osdorpergracht staan aan de even zijde vier gebouwen naast elkaar uit vier verschillende stijlperioden: een politiebureau uit 1979-1983 met bijbehorend nieuw cellencomplex uit 2002, een kinderopvangcentrum uit 1991 en de Talentenschool uit 1965. Ten zuiden van de Osdorpergracht volgt de gezamenlijke bebouwing met de latere uitbreiding van het Osdorpplein met daarin een winkelcentrum en het theater De Meervaart, vernoemd naar Meer en Vaart. Daarna volgen er hoogbouwflats met onderbreking door een groenstrook met ventweg met daarachter middelhoogbouw en als laatste een grote studentenflat.
Aan de oneven zijde zijn de torenflats van Torenwijck uit 1965 opvallend. Ten zuiden van de Osdorpergracht treedt Meer en Vaart op als oever van de Sloterplas. Daarna volgt de kruising met de Cornelis Lelylaan waarna Meer en Vaart nog maar een huisnummer heeft, te weten 201 voor een benzinestation uit 1971.

## Kunstwerken

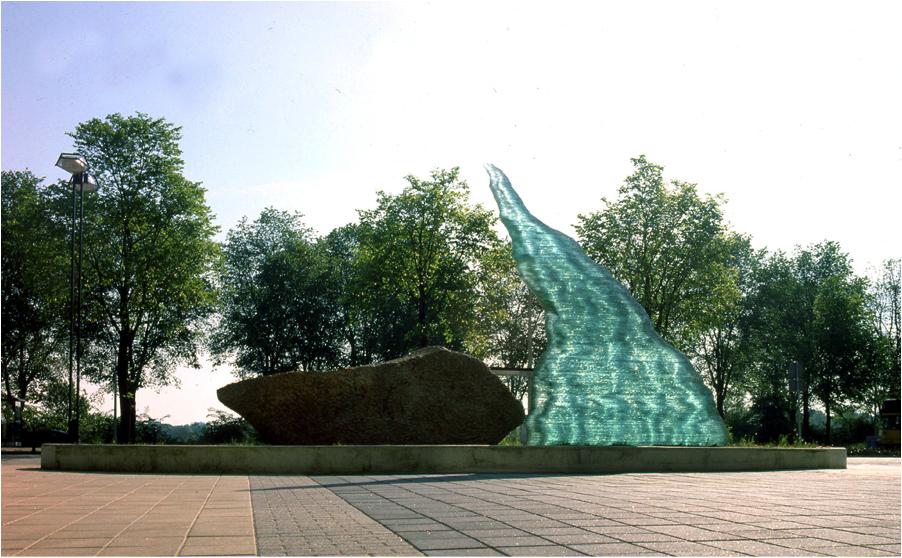
Senza parole

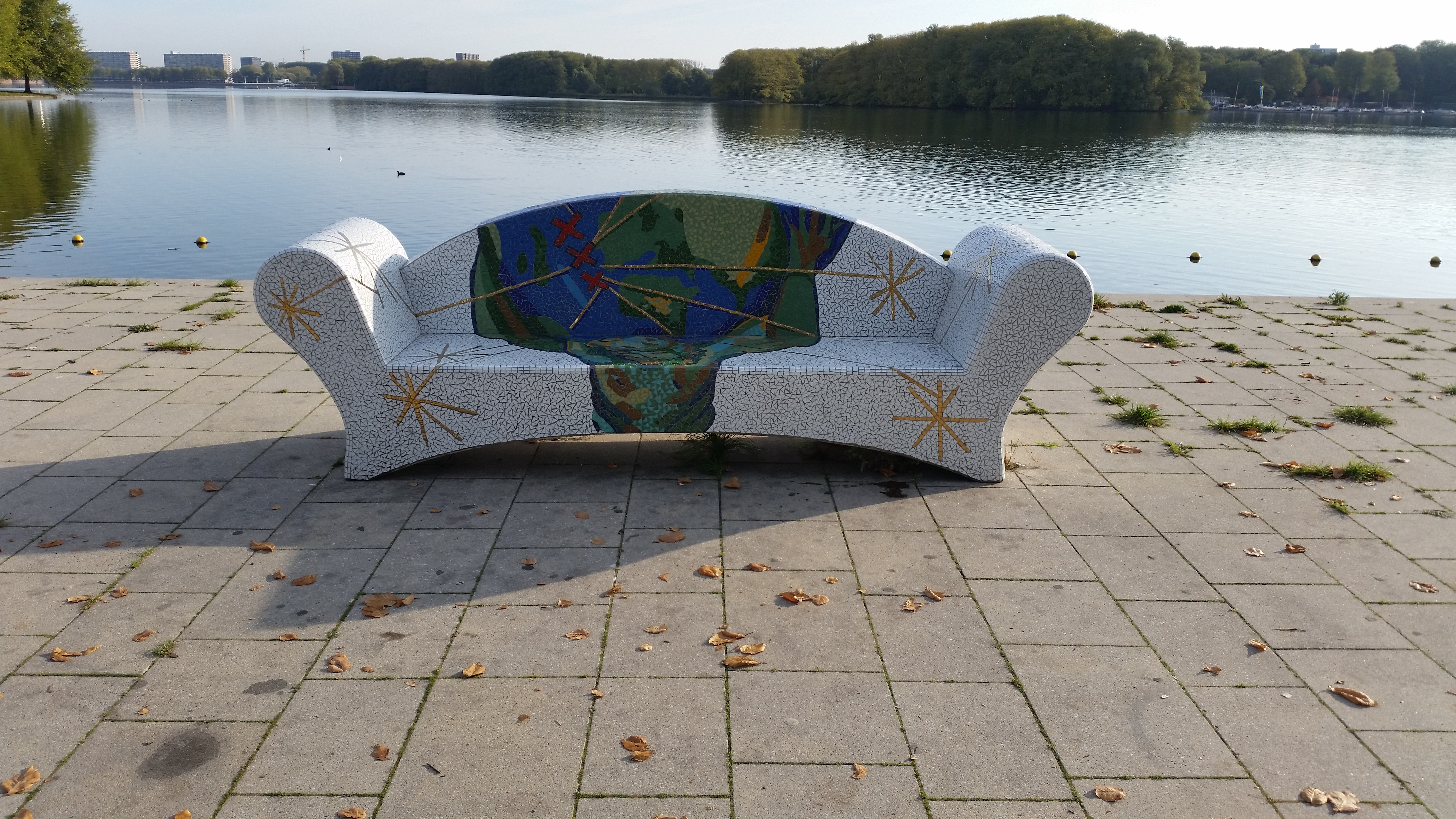
Social sofa van Rob van Trier

In Meer en Vaart liggen twee bouwkundig kunstwerken, de brede brug 753 en Voetbrug Osdorpergracht over de Osdorpergracht. Voor wat artistieke kunstwerken betreft, zijn geplaatst:
- Sinds 1965 Meer en Vaart 290 een keramisch wandreliëf van Josje Smit (inpandig) en een gevelreliëf Ballende kinderen van Jan Mammen of Josje Smit (aan het gebouw) de school[2]
- Sinds 1983 Meer en Vaart 284 een baksteenreliëf Eend in de golven van Antonie Mes (inpandig) en Vleugelvormen van brons van Gerard Bruning (buiten) het politiebureau
- Sinds 1999 ter hoogte van het Osdorpplein ten noorden van de Meervaart Senza parole van Bert van Loo
- Gedenksteen om nooit te vergeten

### Social sofa
Van 2009 tot 2016 stond aan de oever van de Sloterplas een social sofa naar een ontwerp van Studio Job. In 2016 werd die vervangen door een social sofa naar een ontwerp van Rob van Trier. Beide betonnen banken zijn afkomstig van Luc4Me, een werkplaats in straatmeubilair en werden versierd door leer- en werkplaats Pantar.

## Openbaar vervoer
Sinds 1962 rijdt tramlijn 17 tussen de Cornelis Lelylaan en het Osdorpplein over deze straat. In 1971 nam tramlijn 1 zijn plaats in. In 1988 kwam lijn 17 er weer bij. In 2001 werd lijn 1 verlegd via nieuwe tramsporen over het zuidelijke deel van Meer en Vaart naar de Pieter Calandlaan en verder naar De Aker. Voorts rijden er 3 buslijnen van het GVB door de straat.